# Horatosphaga crosskeyi
Horatosphaga crosskeyi är en insektsart som beskrevs av David R. Ragge 1960. Horatosphaga crosskeyi ingår i släktet Horatosphaga och familjen vårtbitare. Inga underarter finns listade i Catalogue of Life.